# Liên Phương, Thường Tín
Liên Phương là một xã thuộc huyện Thường Tín, thành phố Hà Nội, Việt Nam.
Xã Liên Phương có diện tích 2,7 km², dân số năm 2015 là 8.547 người, mật độ dân số đạt 2.401 người/km².